# 우에스기 가쓰미치

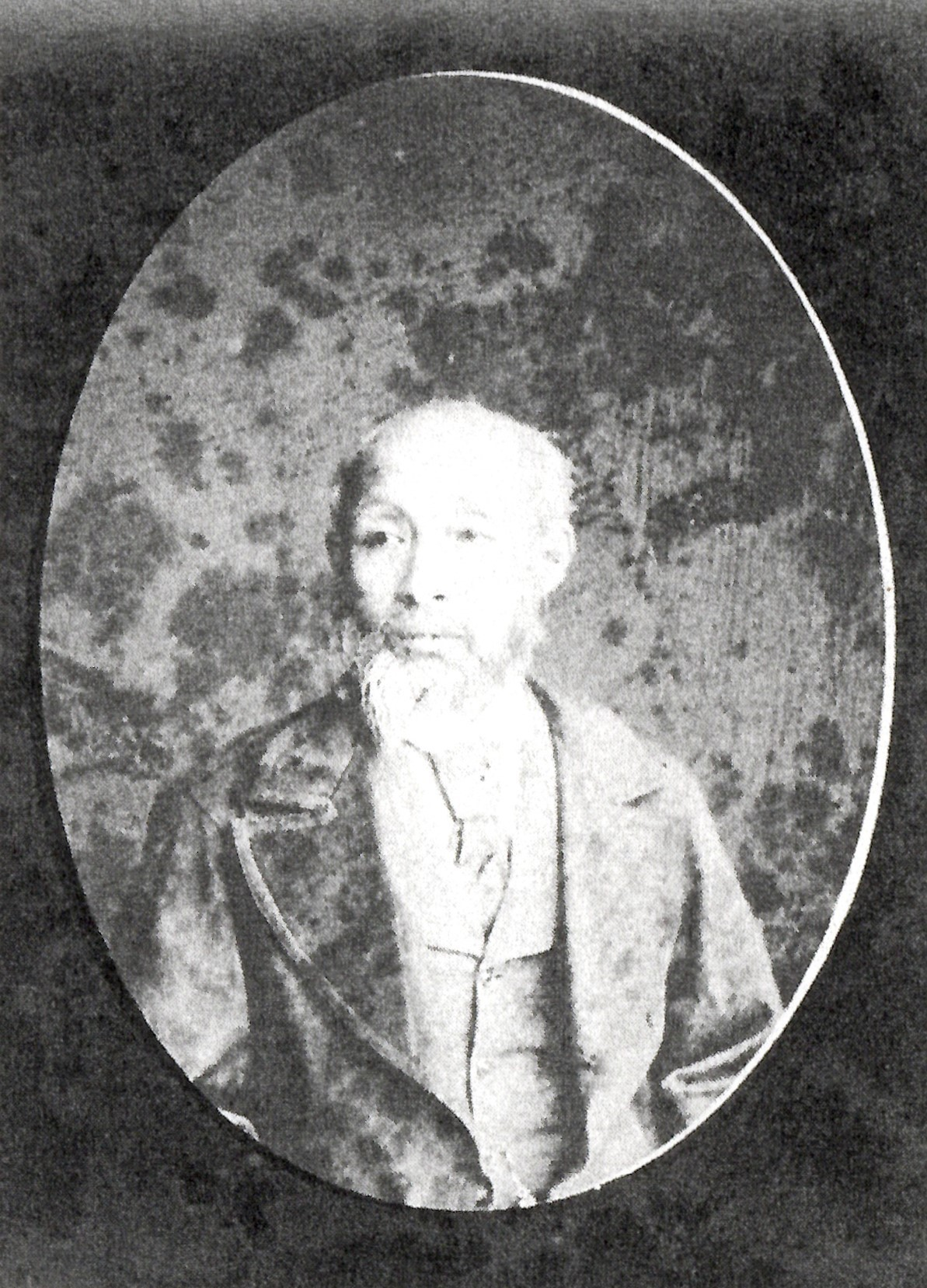
우에스기 가쓰미치 자작

우에스기 가쓰미치(일본어: 上杉勝道, 1826년 4월 5일 ~ 1896년 3월 22일)는 에도 시대 후기부터 막말까지의 다이묘로, 요네자와 신덴 번의 5대 (마지막) 번주이다.
분세이 9년(1826년), 요네자와번주 우에스기 나리사다의 넷째 아들로 태어났다. 요네자와 신덴 번의 4대 번주 우에스기 가쓰요시의 양자가 되어, 덴포 13년(1842년)에 가쓰요시가 은거함에 따라 번주직을 계승하였다. 번 통치에 있어서는 서양식 군제를 장려하였고, 본가인 요네자와 번의 통치에도 협력하였다. 또한 보신 전쟁에서도 출진하여 활약하였다. 메이지 2년(1869년) 7월, 요네자와 신덴 번 영지를 본가인 요네자와 번에 반환하였고, 이로써 요네자와 신덴 번이 폐지되었다.
메이지 3년(1870년) 11월 7일, 메이지 천황의 차시종으로 임명되었고, 이듬해 7월에 해임되었다. 메이지 17년(1884년) 7월 8일에 자작이 되었다. 메이지 29년(1896년), 71세의 나이로 사망하였다.
가쓰미치 사후, 자작위는 양자 우에스기 가쓰카타(上杉勝賢, 친형 우에스기 나리노리(上杉斉憲, 요네자와번 제12대 번주)의 4남)가 이었다.
|  | 제1대 신덴 우에스기 자작가 당주 | 후임 우에스기 가쓰카타 |

| 전임 우에스기 가쓰요시 | 제5대 요네자와 신덴 번 번주 1842년 ~ 1869년 | 후임 폐번 |